# Ann-Christin Bylund
Ann-Christin Bylund, född 1950, är en svensk biolog och tidigare rektor för Sveriges lantbruksuniversitet (SLU) åren 2000-2006.
Bylund är filosofie doktor och disputerade 1976 vid Göteborgs universitet och utnämndes 1993 till professor i köttvetenskap vid SLU.
Bylynd invaldes 2000 som ledamot av Kungl. Skogs- och Lantbruksakademien. 2006 tilldelades hon H.M. Konungens medalj av 12:e storleken för betydelsefulla insatser för utbildning och forskning. Dessutom tillägnades hon den nya amfiteatern vid Ultuna campus Teatern kallas nu Bylunds backe.